# Ласло Дистл
Ласло Дистл (мађ. Disztl László; Баја, 4. јун 1962) био је мађарски фудбалер који је играо на позицији одбрамбеног играча. Био је учесник Светског првенства у Мексику 1986. године.

## Каријера

### Клуб
Дистл је рођен у Баји. Током своје каријере играо је углавном за Видеотон, и био је важан члан тима који је на крају завршио као другопласирани у Купу УЕФА 1984/85, после првака Реал Мадрида.
После две године са Будимпештанским Хонведом, Дистл се преселио у иностранство, у белгијски Клуб Бриж КВ, и завршио каријеру са 33 године са својим првим клубом, којим је накратко управљао 2008.

### Репрезентација
Дистл је одиграо 28 утакмица за Мађарску репрезентацију, а наступио је на Светском првенству у фудбалу 1986. године. У 28 репрезентативних утакмица постигао је један гол и то против Италије 17. октобра 1990. за квалификације за УЕФА Европско првенство 1992. (реми 1 : 1 код куће).

## Достигнућа
Хонвед
- Прва лига Мађарске у фудбалу: 
  - шампион: 1987/88, 1988/89
- УЕФА Лига Европе:
  - финалиста: 1984/85.

 Клуб Бриж'
- Прва лига Белгије у фудбалу: 
  - шампион: 1990, 1992.
- Куп Белгије у фудбалу:
  - првак: 1991.
- Суперкуп Белгије у фудбалу:
  - првак: 1990, 1991, 1992, 1994.